# Нови фронт у уметности
Нови фронт у уметности (итал. Fronte Nuovo delle Arte) је покрет у савременој италијанској уметности. Основали су га сликари и вајари након Другог светског рата са циљем да итлалијанску уметност ослободе традиције и у њу уведу нове токове европске уметности. Првобитни назив групе је био Nuova secessione Artistica Italiana а дела излажу под називом Fronte Nuovo delle Arte први пут у Милану а потом 1948. године на бијеналу Венецији. Заједничко за све ове уметнике било је то што су били друштвено и политички ангажовани док су стилски припадали различитим уметничким правцима. Уметници попут Рената Гутуза тежили су оживљавању конкретне уметности и били су представници италијанског неореализма. Сликари опредељени за апстрактну ументост међу којима су били и Р. Бироли и Е. Ведова напустили су групу 1952. године и основали су удружење Gruppo degli Otto Pittori Italiani. 